# NGC 2939
NGC 2939 est une galaxie spirale située dans la constellation du Lion. NGC 2939 a été découverte par l'astronome germano-britannique William Herschel en 1784.

## Caractéristiques
Selon la base de données Simbad, NGC 2939 est une radiogalaxie.

### Distance
Sa vitesse par rapport au fond diffus cosmologique est de 3 665 ± 23 km/s, ce qui correspond à une distance de Hubble de 54,1 ± 3,8 Mpc (∼176 millions d'al).
À ce jour, 13 mesures non basées sur le décalage vers le rouge (redshift) donnent une distance de 45,777 ± 5,747 Mpc (∼149 millions d'al), ce qui est à l'intérieur des valeurs de la distance de Hubble. Notons cependant que c'est avec la valeur moyenne des mesures indépendantes, lorsqu'elles existent, que la base de données NASA/IPAC calcule le diamètre d'une galaxie et qu'en conséquence le diamètre de NGC 2939 pourrait être d'environ 40,9 kpc (∼133 000 al) si on utilisait la distance de Hubble pour le calculer. 

## Galaxie isolée ou groupe de NGC 2911
La classe de luminosité de NGC 2939 est II-III et elle présente une large raie HI. C'est possiblement une galaxie du champ, c'est-à-dire qu'elle n'appartient pas à un amas ou un groupe et qu'elle est donc gravitationnellement isolée. Mais, il semble que cette galaxie fasse partie d'un groupe de galaxies, le groupe de NGC 2911. D'autre part, selon E.L. Turner, les galaxies NGC 2939 et NGC 2940 forment une paire de galaxies rapprochées. La distance de Hubble de NGC 2940 est cependant beaucoup plus grande (131,08 ± 9,18 pc). Ces deux galaxies forment donc une paire purement optique.

## Supernova
Deux supernovas ont été découvertes dans NGC 2939 : SN 2009ao et SN 2011cf.

### SN 2009ao
Cette supernova a été découverte le 4 mars 2009 par G. Pignata et al. dans le cadre du programme de recherche de supernovas CHASE (CHilean Automatic Supernova sEarch). Cette supernova était de type IIP. 

### SN 2011cf
Cette supernova a été découverte le 28 avril 2011 par M. Kandrashoff, K. Lin, S. B. Cenko, W. Li, et A. V. Filippenko dans le cadre du programme LOSS (Lick Observatory Supernova Search) de l'observatoire Lick. Cette supernova était de type II.

## Groupe de NGC 2911
Selon une étude étude NGC 2939 fait partie du groupe de NGC 2911. Ce groupe comprend aussi les galaxies NGC 2911, NGC 2913, NGC 2914 ainsi que les galaxies PGC 27167 (identifié comme étant NGC 2912, une erreur), UGC 5216 et MCG 2-25-22.